# Associazione Calcio Hellas Verona 1985-1986
Questa voce raccoglie le informazioni riguardanti l'Associazione Calcio Hellas Verona nelle competizioni ufficiali della stagione 1985-1986.

## Stagione
La «favola» dei campioni d'Italia non durò che lo spazio di una stagione, in quanto il 1985-86 coincise con l'immediato rientro nei ranghi per i gialloblu. La prima gara di campionato, contro la matricola Lecce, parve avere sulla carta un esito scontato: i veneti furono invece costretti al 2-2, facendosi recuperare in entrambi i casi il gol di vantaggio. Il cammino in Coppa dei Campioni iniziò dai sedicesimi, contro i greci del PAOK: Elkjær Larsen - tra andata e ritorno - segnò 4 delle 5 complessive, promuovendo i veronesi agli ottavi.
Il 10 dicembre 1985 diventa presidente del club Ferdinando Chiampan, importatore del marchio/sponsor Canon per l'Italia, sostituendo dopo 5 anni Celestino Guidotti il quale rimane comunque in società come consigliere.
La partecipazione alla coppa andò in archivio già a novembre, causa l'incrocio del tabellone con la Juventus. Dopo un pari - senza reti - nel primo incontro, 2 settimane più tardi il Verona fu battuto con il punteggio di 2-0. La società addossò la responsabilità dell'eliminazione all'arbitro, il francese Wurtz, ritenuto "colpevole" di una conduzione di gara in favore dei bianconeri. In un ideale passaggio di consegne, gli stessi bianconeri - che già detenevano il titolo continentale - scucirono al Verona anche quello nazionale: la formazione di Bagnoli, che in campionato perse entrambe le sfide con i torinesi, si classificò al 10º posto con soli 5 punti di vantaggio sul retrocesso Pisa. In Coppa Italia si fermò ancora ai quarti, superata dal Como.

## Divise e sponsor
Il fornitore ufficiale di materiale tecnico fu Adidas, mentre lo sponsor ufficiale fu Canon. Le divise non subirono alcuna modifica, fatta eccezione per l'introduzione dello scudetto nella parte riservata allo stemma societario, che venne spostato al di sotto dello sponsor.
| Casa | Trasferta | 1ª div. portiere | 2ª div. portiere |

## Organigramma societario
Area direttiva
- Presidente: Celestino Guidotti
- Segretario: Enzo Bertolini

Area tecnica
- Direttore sportivo: Emiliano Mascetti
- Allenatore: Osvaldo Bagnoli

## Rosa
| N. |                           | Ruolo | Calciatore                  |
| -- | ------------------------- | ----- | --------------------------- |
|    | Italia (bandiera)         | P     | Giuliano Giuliani           |
|    | Italia (bandiera)         | P     | Sergio Spuri                |
|    | Italia (bandiera)         | D     | Mauro Ferroni (I)           |
|    | Italia (bandiera)         | D     | Silvano Fontolan (I)        |
|    | Italia (bandiera)         | D     | Gianluigi Galbagini         |
|    | Italia (bandiera)         | D     | Federico Giolo              |
|    | Italia (bandiera)         | D     | Fabio Marangon (II)         |
|    | Italia (bandiera)         | D     | Roberto Tricella (capitano) |
|    | Germania Ovest (bandiera) | C     | Hans-Peter Briegel          |
|    | Italia (bandiera)         | C     | Luciano Bruni               |
|    | Italia (bandiera)         | C     | Antonio Di Gennaro          |

| N. |                      | Ruolo | Calciatore           |
| -- | -------------------- | ----- | -------------------- |
|    | Italia (bandiera)    | C     | Mauro Roberto        |
|    | Italia (bandiera)    | C     | Luigi Sacchetti      |
|    | Italia (bandiera)    | C     | Antonio Terracciano  |
|    | Italia (bandiera)    | C     | Franco Turchetta     |
|    | Italia (bandiera)    | C     | Beniamino Vignola    |
|    | Italia (bandiera)    | C     | Domenico Volpati     |
|    | Italia (bandiera)    | A     | Rudy Baratto         |
|    | Danimarca (bandiera) | A     | Preben Elkjær Larsen |
|    | Italia (bandiera)    | A     | Giuseppe Galderisi   |
|    | Italia (bandiera)    | A     | Ferdinando Gasparini |
|    | Italia (bandiera)    | A     | Vinicio Verza        |

## Risultati

### Serie A

#### Andata
| Arbitro: | Lo Bello (Siracusa) |

|                                  |           |                         |
| Elkjær Larsen 25’ Di Gennaro 63’ | Marcatori | 54’ Nobile 72’ Paciocco |

| Arbitro: | Longhi (Roma) |

|                                        |           |            |
| Benedetti 57’ Díaz 71’ Agostinelli 89’ | Marcatori | 4’ Vignola |

| Arbitro: | Coppetelli (Tivoli) |

|                                  |           |  |
| Verza 60’, 79’ Elkjær Larsen 43’ | Marcatori |  |

| Arbitro: | Lanese (Messina) |

|  |           |               |
|  | Marcatori | 18’ Laudrup I |

| Milano 6 ottobre 1985 5ª giornata | Inter         | 0 – 0 | Verona | Stadio Giuseppe Meazza\| Arbitro: \| Redini (Pisa) \| |
| Arbitro:                          | Redini (Pisa) |       |        |                                                       |

| Arbitro: | Paparesta (Bari) |

|                                |           |             |
| Bruni 14’ Turchetta 36’ (rig.) | Marcatori | 54’ Salsano |

| Arbitro: | Lo Bello (Siracusa) |

|                                                           |           |  |
| Giordano 21’ Bagni 48’ Maradona 58’ Bertoni 83’ Pecci 85’ | Marcatori |  |

| Arbitro: | Lanese (Messina) |

|                  |           |  |
| Elkjær Larsen 3’ | Marcatori |  |

| Arbitro: | Magni (Bergamo) |

|                               |           |                   |
| Ferroni I 42’ (aut.) Nela 52’ | Marcatori | 31’ Elkjær Larsen |

| Arbitro: | Casarin (Milano) |

|                              |           |                                 |
| Elkjær Larsen 2’ Briegel 56’ | Marcatori | 12’ Berti 83’ (rig.) Passarella |

| Bergamo 24 novembre 1985 11ª giornata | Atalanta       | 0 – 0 | Verona | Stadio Comunale\| Arbitro: \| Leni (Perugia) \| |
| Arbitro:                              | Leni (Perugia) |       |        |                                                 |

| Arbitro: | Longhi (Roma) |

|                                                                         |           |             |
| Fontolan I 41’ (aut.) Pasa 49’ Carnevale I 65’ Barbadillo 74’ Miano 86’ | Marcatori | 16’ Volpati |

| Arbitro: | Magni (Bergamo) |

|                        |           |  |
| Elkjær Larsen 40’, 82’ | Marcatori |  |

| Arbitro: | Baldi (Roma) |

|  |           |            |
|  | Marcatori | 9’ Briegel |

| Arbitro: | D'Elia (Salerno) |

|               |           |  |
| Galderisi 37’ | Marcatori |  |

#### Ritorno
| Arbitro: | Mattei (Macerata) |

|              |           |  |
| Pasculli 28’ | Marcatori |  |

| Arbitro: | Casarin (Milano) |

|                    |           |  |
| Galderisi 54’, 68’ | Marcatori |  |

| Arbitro: | Pairetto (Nichelino) |

|                  |           |  |
| Corneliusson 43’ | Marcatori |  |

| Arbitro: | Pieri (Genova) |

|                                      |           |  |
| Platini 49’ Serena 69’ Laudrup I 71’ | Marcatori |  |

| Verona 9 febbraio 1986 20ª giornata | Verona           | 0 – 0 | Inter | Stadio Marcantonio Bentegodi\| Arbitro: \| Paparesta (Bari) \| |
| Arbitro:                            | Paparesta (Bari) |       |       |                                                                |

| Genova 16 febbraio 1986 21ª giornata | Sampdoria      | 0 – 0 | Verona | Stadio Luigi Ferraris\| Arbitro: \| Boschi (Parma) \| |
| Arbitro:                             | Boschi (Parma) |       |        |                                                       |

| Arbitro: | Bianciardi (Siena) |

|                                    |           |                          |
| Sacchetti 28’ Galderisi 53’ (rig.) | Marcatori | 55’ (rig.), 80’ Maradona |

| Arbitro: | Pezzella (Frattamaggiore) |

|                       |           |                      |
| Fontolan I 70’ (aut.) | Marcatori | 83’ (rig.) Galderisi |

| Arbitro: | D'Elia (Salerno) |

|                                                 |           |                 |
| Di Gennaro 24’ Galderisi 51’ (rig.) Briegel 89’ | Marcatori | 21’, 29’ Pruzzo |

| Firenze 16 marzo 1986 25ª giornata | Fiorentina     | 0 – 0 | Verona | Stadio Comunale\| Arbitro: \| Boschi (Parma) \| |
| Arbitro:                           | Boschi (Parma) |       |        |                                                 |

| Arbitro: | Mattei (Macerata) |

|  |           |                          |
|  | Marcatori | 12’, 54’, 80’ Cantarutti |

| Arbitro: | Lo Bello (Siracusa) |

|                  |           |             |
| Elkjær Larsen 4’ | Marcatori | 36’ Colombo |

| Arbitro: | Baldas (Trieste) |

|                                                |           |           |
| Di Gennaro 21’ (aut.) De Trizio 49’ Sclosa 63’ | Marcatori | 77’ Verza |

| Arbitro: | Longhi (Roma) |

|                                                |           |  |
| Turchetta 24’ Di Gennaro 55’ Elkjær Larsen 86’ | Marcatori |  |

| Arbitro: | Fabricatore (Roma) |

|                   |           |             |
| Francini 36’, 61’ | Marcatori | 25’ Vignola |

### Coppa Italia

#### Prima fase
| Arbitro: | Mattei (Macerata) |

|  |           |                             |
|  | Marcatori | 76’ Galderisi 80’ Turchetta |

| Arbitro: | Pirandola (Lecce) |

|                           |           |  |
| Galderisi 24’ (rig.), 65’ | Marcatori |  |

| Arbitro: | Casarin (Milano) |

|              |           |  |
| Marocchi 49’ | Marcatori |  |

| Arbitro: | Da Pozzo (Monza) |

|               |           |                  |
| Simonetta 57’ | Marcatori | 1’ Elkjær Larsen |

| Arbitro: | Longhi (Roma) |

|                |           |              |
| Di Gennaro 50’ | Marcatori | 76’ Baldieri |

#### Fase a eliminazione diretta
| Arbitro: | Boschi (Parma) |

|                                  |           |  |
| Galderisi 12’, 75’ Sacchetti 16’ | Marcatori |  |

| Arbitro: | Frigerio (Milano) |

|                            |           |  |
| Volpecina 19’ Baldieri 54’ | Marcatori |  |

| Verona 7 maggio 1986 Quarti di finale – Andata                       | Verona    | 2 – 1             | Como | Stadio Marcantonio Bentegodi |
| \| \| \| \| \| Vignola 57’, 65’ \| Marcatori \| 90’ Notaristefano \| |           |                   |      |                              |
|                                                                      |           |                   |      |                              |
| Vignola 57’, 65’                                                     | Marcatori | 90’ Notaristefano |      |                              |

| Arbitro: | Mattei (Macerata) |

|                                   |           |           |
| Casagrande 13’ Borgonovo 41’, 51’ | Marcatori | 18’ Verza |

### Coppa dei Campioni
| Arbitro: | Brunmeier |

|                                    |           |               |
| Elkjær Larsen 14’, 85’ Volpati 87’ | Marcatori | 70’ Skartados |

| Arbitro: | Lama Castillo |

|              |           |                        |
| Vasilakos 3’ | Marcatori | 29’, 72’ Elkjær Larsen |

| Verona 23 ottobre 1985 Ottavi di finale – Andata | Verona    | 0 – 0 referto | Juventus | Stadio Marcantonio Bentegodi (38.866 spett.)\| Arbitro: \| Valentine \| |
| Arbitro:                                         | Valentine |               |          |                                                                         |

| Arbitro: | Wurtz |

|                               |           |  |
| Platini 19’ (rig.) Serena 50’ | Marcatori |  |

## Statistiche

### Statistiche di squadra
| Competizione       | Punti | In casa | In casa | In casa | In casa | In casa | In casa | In trasferta | In trasferta | In trasferta | In trasferta | In trasferta | In trasferta | Totale | Totale | Totale | Totale | Totale | Totale | DR |
| Competizione       | Punti | G       | V       | N       | P       | Gf      | Gs      | G            | V            | N            | P            | Gf           | Gs           | G      | V      | N      | P      | Gf     | Gs     | DR |
| ------------------ | ----- | ------- | ------- | ------- | ------- | ------- | ------- | ------------ | ------------ | ------------ | ------------ | ------------ | ------------ | ------ | ------ | ------ | ------ | ------ | ------ | -- |
| Serie A            | 28    | 15      | 8       | 5       | 2       | 24      | 14      | 15           | 1            | 5            | 9            | 7            | 26           | 30     | 9      | 10     | 11     | 31     | 40     | −9 |
| Coppa Italia       | -     | 4       | 3       | 1       | 0       | 8       | 2       | 5            | 1            | 1            | 3            | 4            | 7            | 9      | 4      | 2      | 3      | 12     | 9      | +3 |
| Coppa dei Campioni | -     | 2       | 1       | 1       | 0       | 3       | 1       | 2            | 1            | 0            | 1            | 2            | 3            | 4      | 2      | 1      | 1      | 5      | 4      | +1 |
| Totale             | -     | 21      | 12      | 7       | 2       | 35      | 17      | 22           | 3            | 6            | 13           | 13           | 36           | 43     | 15     | 13     | 15     | 48     | 53     | −5 |

### Statistiche dei giocatori
| Giocatore        | Serie A  | Serie A | Serie A     | Serie A    | Coppa Italia | Coppa Italia | Coppa Italia | Coppa Italia | Coppa dei Campioni | Coppa dei Campioni | Coppa dei Campioni | Coppa dei Campioni | Totale   | Totale | Totale      | Totale     |
| Giocatore        | Presenze | Reti    | Ammonizioni | Espulsioni | Presenze     | Reti         | Ammonizioni  | Espulsioni   | Presenze           | Reti               | Ammonizioni        | Espulsioni         | Presenze | Reti   | Ammonizioni | Espulsioni |
| ---------------- | -------- | ------- | ----------- | ---------- | ------------ | ------------ | ------------ | ------------ | ------------------ | ------------------ | ------------------ | ------------------ | -------- | ------ | ----------- | ---------- |
| R. Baratto       | 1        | 0       | ?           | ?          | 2            | 0            | ?            | ?            | -                  | -                  | -                  | -                  | 3        | 0      | 0+          | 0+         |
| P. Briegel       | 28       | 3       | ?           | ?          | 5            | 0            | ?            | ?            | 4                  | 0                  | ?                  | ?                  | 37       | 3      | ?           | ?          |
| L. Bruni         | 22       | 1       | ?           | ?          | 9            | 0            | ?            | ?            | 2                  | 0                  | ?                  | ?                  | 33       | 1      | ?           | ?          |
| A. Di Gennaro    | 25       | 3       | ?           | ?          | 5            | 1            | ?            | ?            | 4                  | 0                  | ?                  | ?                  | 34       | 4      | ?           | ?          |
| P. Elkjær Larsen | 21       | 9       | ?           | ?          | 5            | 1            | ?            | ?            | 4                  | 4                  | ?                  | ?                  | 30       | 14     | ?           | ?          |
| M. Ferroni (I)   | 29       | 0       | ?           | ?          | 9            | 0            | ?            | ?            | 4                  | 0                  | ?                  | ?                  | 42       | 0      | ?           | ?          |
| S. Fontolan (I)  | 28       | 0       | ?           | ?          | 8            | 0            | ?            | ?            | 4                  | 0                  | ?                  | ?                  | 40       | 0      | ?           | ?          |
| G. Galbagini     | 14       | 0       | ?           | ?          | 8            | 0            | ?            | ?            | 4                  | 0                  | ?                  | ?                  | 26       | 0      | ?           | ?          |
| G. Galderisi     | 24       | 6       | ?           | ?          | 7            | 4            | ?            | ?            | 3                  | 0                  | ?                  | ?                  | 34       | 10     | ?           | ?          |
| F. Gasparini     | -        | -       | -           | -          | 1            | 0            | ?            | ?            | -                  | -                  | -                  | -                  | 1        | 0      | 0+          | 0+         |
| F. Giolo         | -        | -       | -           | -          | 1            | 0            | ?            | ?            | -                  | -                  | -                  | -                  | 1        | 0      | 0+          | 0+         |
| G. Giuliani      | 29       | -37     | ?           | ?          | 6            | -6           | ?            | ?            | 4                  | -4                 | ?                  | ?                  | 39       | -47    | ?           | ?          |
| F. Marangon (II) | 6        | 0       | ?           | ?          | -            | -            | -            | -            | 1                  | 0                  | ?                  | ?                  | 7        | 0      | 0+          | 0+         |
| M. Roberto       | 1        | 0       | ?           | ?          | 2            | 0            | ?            | ?            | -                  | -                  | -                  | -                  | 3        | 0      | 0+          | 0+         |
| L. Sacchetti     | 28       | 1       | ?           | ?          | 8            | 1            | ?            | ?            | 3                  | 0                  | ?                  | ?                  | 39       | 2      | ?           | ?          |
| S. Spuri         | 1        | -3      | ?           | ?          | 3            | -3           | ?            | ?            | -                  | -                  | -                  | -                  | 4        | -6     | 0+          | 0+         |
| A. Terracciano   | -        | -       | -           | -          | 1            | 0            | ?            | ?            | -                  | -                  | -                  | -                  | 1        | 0      | 0+          | 0+         |
| R. Tricella      | 30       | 0       | ?           | ?          | 6            | 0            | ?            | ?            | 4                  | 0                  | ?                  | ?                  | 40       | 0      | ?           | ?          |
| F. Turchetta     | 18       | 2       | ?           | ?          | 8            | 1            | ?            | ?            | 2                  | 0                  | ?                  | ?                  | 28       | 3      | ?           | ?          |
| V. Verza         | 18       | 3       | ?           | ?          | 9            | 1            | ?            | ?            | 2                  | 0                  | ?                  | ?                  | 29       | 4      | ?           | ?          |
| B. Vignola       | 19       | 2       | ?           | ?          | 9            | 2            | ?            | ?            | 2                  | 0                  | ?                  | ?                  | 30       | 4      | ?           | ?          |
| D. Volpati       | 29       | 1       | ?           | ?          | 9            | 0            | ?            | ?            | 4                  | 1                  | ?                  | ?                  | 42       | 2      | ?           | ?          |